# Geschiedenis van de Dringende Geneeskundige Hulpverlening
De geschiedenis van de Dringende Geneeskundige Hulpverlening (DGH) gaat over het ontstaan en de ontwikkeling van de Dringende Geneeskundige Hulpverlening; het systeem in België voor dringende medische hulp aan zieken en gewonden. De hulpverlening aan zieken en gewonden is al eeuwenoud. Vroeger waren het vooral de kloosters die voor de verzorging van zieken en gewonden instonden. De oprichting van het Rode Kruis en de twee wereldoorlogen waren katalysatoren voor de eerste stappen in de Dringende Geneeskundige Hulpverlening. De polioepidemie van de jaren 50 was de impuls om een nationaal ambulancenetwerk op te zetten. Enkele jaren later werd de opdracht van deze ambulances verruimd en werd het nationaal noodnummer 900 ingevoerd, wat de feitelijke start van de Dringende Geneeskundige Hulpverlening was.

## Oprichting Rode Kruis
Een mijlpaal in de geschiedenis van de dringende hulpverlening is de oprichting van het Rode Kruis. In 1859 was de Zwitserse zakenman Henri Dunant (1828–1910) getuige van de gevolgen van de Slag bij Solferino, waarbij duizenden gewonde soldaten op het slagveld achterbleven. Omdat de medische verzorging zeer ontoereikend was, riep hij de lokale bevolking op om hulp te verlenen aan de gewonden. Deze oproep kreeg gehoor en samen met de lokale bevolking organiseerde Dunant de hulpverlening. Toen hij terugkeerde naar Genève besloot hij een boek te schrijven over zijn ervaringen. Dit boek, genaamd Un souvenir de Solferino (Een herinnering aan Solferino), werd in 1862 gepubliceerd. In het boek beschreef hij het idee om in de toekomst een neutrale organisatie op te richten die de gewonden zou verzorgen als er een oorlog plaatsvond. Met dit doel zette hij een campagne op die leidde tot het oprichten van het Internationale Rode Kruis (1863) en het opstellen van de Eerste Geneefse Conventie (1864) over de verzorging van gewonden op het slagveld. Het Rode Kruissymbool was afgeleid van de Zwitserse vlag omdat Zwitserland, net als het Rode Kruis, neutraal bleef in conflicten. In navolging van deze internationale conferenties en mede onder impuls van dr. André Uytterhoeven werd op 4 februari 1864 het Belgische Rode Kruis opgericht als eerste nationale afdeling van het Rode Kruis.

## Eerste ambulancediensten
Tijdens de Eerste Wereldoorlog raakte de term 'ambulance' wijd verspreid als benaming voor de voertuigen die gewonden van het slagveld evacueerden. Toen de oorlog afgelopen was en de economie weer op gang kwam, deed ook de motorisering van het vervoer van personen en goederen zijn intrede en werd er gewerkt aan een beter wegennet. Ambulances waren vanaf de jaren 20 dan ook niet langer een privilege van de legereenheden; ze werden steeds meer ook voor burgerdoelen ingezet. Vooral de ziekenhuizen en het Rode Kruis namen het initiatief op zich om het ziekenvervoer te organiseren. In de meeste grotere steden zoals Brussel, Gent en Antwerpen werd de brandweer eveneens uitgerust met ambulances. De meeste ambulances werden voorzien van het Rode Kruissymbool, ook al werd de ambulance niet door het leger of het officiële Rode Kruis uitgebaat.
Tijdens de Tweede Wereldoorlog was België bezet door de Duitsers. Toen België in '44–'45 bevrijd werd door de geallieerden kwam er veel militair materieel, waaronder voertuigen voor de medische legereenheden, in België terecht. In het kader van het Marshallplan werd het grootste deel van dit materieel verdeeld onder de Europese landen. Een groot deel van de ambulances die aan België werden toegewezen kwamen niet in aanmerking voor burgerlijk ziekenvervoer en werden ondergebracht bij de medische eenheden van het Belgisch leger. Sommigen kwamen wel bij brandweerkorpsen terecht. De meeste ambulances waren voertuigen van de merken Dodge en Austin. Vanaf de jaren 50 werden ze veelal vervangen door ambulances van het merk Ford die gebouwd werden in de Fordfabriek te Keulen en door Duitsland werden overgedragen in het kader van het schadeherstel opgelegd na de Tweede Wereldoorlog.
In de meeste steden bestond er dus al een zekere vorm van ziekenvervoer. Tot de jaren 50 was het echter vooral de huisarts die in de meeste kleinere gemeenten een sleutelrol speelde bij de dringende hulp. Veel kleine medische interventies (zoals het hechten van een wonde of het begeleiden van een bevalling) werden door de huisarts zelf afgehandeld. Indien een patiënt in het ziekenhuis moest worden opgenomen was het meestal de huisarts die dit vervoer op zich nam, gezien hij tot die tijd meestal een van de enigen was in het dorp met een eigen wagen.

## Jaren 50

### Nieuwe ontwikkelingen
In de jaren 50 kwamen er nieuwe ontwikkelingen in de medische wereld. Zo werden er in sommige ziekenhuizen lokalen ingericht voor de eerste opvang van patiënten waar zij onderzocht konden worden alvorens ze effectief in het ziekenhuis werden opgenomen. Deze lokalen waren meestal het eindpunt voor ziekenvervoer per ambulance. Het ziekenvervoer zelf werd meestal georganiseerd door ziekenhuizen die verbonden waren aan de Commissies voor Openbare Onderstand (COO's), die zo tevens patiënten wonnen. Ook werden er contracten voor ziekenvervoer afgesloten met de ziekenfondsen en boden ziekenhuizen hun ambulancediensten aan aan huisartsen. Zo ontstond er een begin van georganiseerde medische hulpverlening. De meeste ambulances uit die tijd waren van Amerikaanse merken, onder andere omwille van het Marshallplan. Pas vanaf 1956 kwamen er ook ambulances van Europese merken zoals Volkswagen en Mercedes.
In de jaren 50 deed verder de auto zijn intrede in het doorsnee gezin en werden een aantal belangrijke autowegen aangelegd. Ook het goederenvervoer over de weg nam toe. Dit alles maakte dat er een toenemend aantal zware verkeersongevallen plaatsvond. In stedelijke kernen was het meestal de politie die als eerste ter plaatse was en bijkomende hulp opriep indien nodig. In de landelijke gebieden was de hulp bij ongevallen echter niet geregeld.

### Polio
In de jaren 50 deed er ook een epidemie van poliomyelitis de ronde in Europa. In België bereikte de epidemie een piek rond 1955–1956 waarbij er meer dan duizend besmettingen werden opgetekend, vooral bij kinderen. Een besmetting met polio houdt een gevaar voor ademhalingsverlamming in waardoor dringende opname in een aangepast ziekenhuis noodzakelijk was. Vanaf 1954 nam toenmalig minister van Volksgezondheid en Gezin Edmond Leburton maatregelen om de epidemie te bestrijden; zo werd er geïnvesteerd in medische apparatuur voor ziekenhuizen die deze aandoening behandelden. Omdat nog niet alle regio's toen al beschikten over degelijk ziekenvervoer beval minister Leburton eind 1955 om een nationaal netwerk van ziekenvervoer op te zetten voor poliopatiënten. België werd verdeeld in een dertigtal sectoren met elk een polioambulance die voor het dringend vervoer van poliopatiënten in zijn sector instond. De ambulances hiervoor kwamen van de Civiele Bescherming en waren oorspronkelijk bedoeld voor hulp aan de bevolking in oorlogstijd. Daarnaast werd er een nationaal noodnummer ingevoerd om de polioambulance op te roepen. Desondanks kon het vervoer van poliopatiënten soms nog meer dan een uur duren. Vanaf 1958 kwam er een poliovaccin beschikbaar en werd de epidemie dankzij een uitgebreid vaccinatieprogramma ingedijkt.

### Expo 58
Hoewel dit niet de bedoeling was, werden sommige polioambulances in 1957 al gebruikt om verkeersslachtoffers naar een ziekenhuis over te brengen. Dit werd oogluikend toegestaan door de overheid. Onder druk van de aankomende Expo 58 werkte men aan een wettelijk kader hiervoor. Toch beleven schrijnende toestanden in het verkeer bestaan. Na een zwaar ongeval in 1957 waarbij hulp opnieuw ontoereikend was pleitte automobilistenvereniging Touring voor een definitieve regeling voor de dringende hulpverlening en voor een nationaal noodnummer.
Daarbovenop kwam de Wereldtentoonstelling: om het gebeuren rond Expo 58, waarop meer dan 40 miljoen bezoekers afkwamen, in goede banen te leiden was er een veiligheidsplan opgesteld. Zo waren er bemande medische posten met ambulances op het terrein aanwezig. Dit veiligheidsplan was een soort van blauwdruk om de hulpverlening op nationaal niveau te organiseren. Rond de tijd van de Wereldtentoonstelling had de werkgroep die aan een regeling voor de dringende hulpverlening werkte het noodnummer '900', in overleg met de Regie van Telegraaf en Telefoon (RTT), al kunnen vastleggen.

### Wet van 8 april 1958
De door de Senaat en Kamer van volksvertegenwoordigers quasi unaniem goedgekeurde wet van 8 april 1958 voorzag voor het eerst een wettelijke regeling voor de dringende medische hulp. Deze wet wijzigde de wet van 10 maart 1925 tot regeling van de Openbare Onderstand, waardoor de Commissies van Openbare Onderstand verplicht werden om de dringende medische hulp aan personen op hun grondgebied te organiseren. Concreet moesten ze het dringend vervoer van zieken en gewonden en hun opname in een ziekenhuis verzekeren. Een tweede belangrijk aspect van de wet van 8 april 1958 was dat men pas na het verlenen van de dringende hulp de financiële draagkracht van de slachtoffers mocht nagaan. De Commissies waren tot dan toe namelijk enkel verplicht bijstand te verlenen aan behoeftigen die zelf hun verzorging niet konden betalen. Met deze bepaling wou men de snelheid van de verzorging verzekeren alsook een einde maken aan praktijken waarbij ziekenhuizen weigerden slachtoffers op te nemen vooraleer ze zekerheid hadden omtrent diens betaalkracht. Omdat niet elke Commissie over een aan haar verbonden openbaar ziekenhuis beschikte dat slachtoffers kon opnemen en derhalve in staat was om de dringende hulp zelfstandig te organiseren, stond de wet hen toe om hiertoe overeenkomsten te sluiten met de Commissies van buurgemeenten en met andere openbare of private instellingen.
Wetsontwerp tot wijziging van de wet van 10 maart 1925 tot regeling van de Openbare Onderstand – Parlementaire documenten Senaat:
- Memorie van toelichting p.1
- Memorie van toelichting p.2
- Memorie van toelichting p.3 (wetsontwerp)
- Memorie van toelichting p.4 (Raad van State)
- Memorie van toelichting p.5 (Raad van State)
- Memorie van toelichting p.6 (Raad van State)
- Verslag van de Commissie van Volksgezondheid en van het Gezin p.1
- Verslag van de Commissie van Volksgezondheid en van het Gezin p.2
- Verslag van de Commissie van Volksgezondheid en van het Gezin p.3
- Verslag van de Commissie van Volksgezondheid en van het Gezin p.4
- Verslag van de Commissie van Volksgezondheid en van het Gezin p.5
- Verslag van de Commissie van Volksgezondheid en van het Gezin p.6

Wetsontwerp tot wijziging van de wet van 10 maart 1925 tot regeling van de Openbare Onderstand – Parlementaire documenten Kamer van volksvertegenwoordigers:
- Ontwerp door de Senaat overgezonden p.1
- Ontwerp door de Senaat overgezonden p.2
- Verslag namens de Commissie voor de Volksgezondheid en het Gezin p.1
- Verslag namens de Commissie voor de Volksgezondheid en het Gezin p.2
- Verslag namens de Commissie voor de Volksgezondheid en het Gezin p.3
- Verslag namens de Commissie voor de Volksgezondheid en het Gezin p.4

## Oprichting Hulpcentra 900
In november 1958 werd Paul Meyers de nieuwe minister van Volksgezondheid en Gezin. Hij gaf aan de plannen van zijn voorganger voor het uitbouwen van een nationaal systeem van hulpverlening te willen verderzetten. Bij de Roosburgramp op 23 december 1958 in Zichen-Zussen-Bolder kwamen opnieuw tekortkomingen in de hulpverlening aan het licht. Na enkele dagen later zelf getuige te zijn geweest van een verkeersongeval, waarbij het opnieuw lang wachten was op medische hulp, gaf minister Meyers prioriteit aan het installeren van de Hulpcentra 900.
Het idee was om het nummer '900' als nationaal noodnummer in te voeren; wie het telefoonnummer zou draaien diende uit te komen bij het Hulpcentrum 900 voor die telefoonzone waar een 'aangestelde' de oproep onmiddellijk zou aannemen. Het nummer diende gratis te zijn en ook vanuit openbare telefooncellen gebeld te kunnen worden. De eerste meldtafels voor de centrales werden onder andere door Bell Telephone en Atea geleverd. Op een scherm verscheen het nummer van de beller met mechanische rolcijfers. De noodoproepen werden tevens op band opgenomen en voor zes maanden bewaard om eventueel te dienen als juridisch bewijs. Men overwoog eerst de Hulpcentra 900 onder te brengen bij het Belgische Rode Kruis, maar de aard van de centrales leunde dichter aan bij de al bestaande meldkamers van de brandweer. De telefoonzones waren daarbovenop vaak gekoppeld aan het gebied rond een stad waardoor het makkelijker was de centrales te koppelen aan één of meerdere telefoonzones.
De eerste proef ging van start in september 1959, waarbij het eerste Hulpcentrum 900 bij de Antwerpse brandweer werd geïnstalleerd. Dit centrum moest alle binnenkomende noodoproepen uit de telefoonzone 03 ontvangen, de gepaste hulp uitsturen en het ontvangende ziekenhuis inlichten. Tijdens de proefperiode besliste men om zestien Hulpcentra 900 onder te brengen bij brandweerkorpsen in heel België. Na een succesvolle proefperiode werd in maart 1960 het tweede Hulpcentrum 900 in Luik opgestart. In 1961 werden de Hulpcentra 900 van Hasselt, Aalst en Brugge en het tijdelijke Hulpcentrum 900 van Veurne (in afwachting van de technische voltooiing van het Hulpcentrum 900 van Brugge) in gebruik genomen. Een jaar later kwamen de Hulpcentra 900 van Brussel, Gent, Bergen, Charleroi, Marche-en-Famenne, Verviers en Doornik en het tijdelijke Hulpcentrum 900 van Bastenaken in dienst. Na de afwerking van het Hulpcentrum 900 in Aarlen een jaar later werd de centrale in Bastenaken weer ontmanteld. In 1963 deden ten slotte de Hulpcentra 900 van Namen en Mechelen en als laatste op 3 december 1963 de centrale van Kortrijk hun intrede.
Het personeel voor de Hulpcentra 900 kwam van het brandweerkorps waar de centrale was ondergebracht. De extra kosten voor dit personeel werden door het Ministerie van Volksgezondheid betaald terwijl de kosten voor de telefoongesprekken van de centrale door het Ministerie van Binnenlandse Zaken aan de RTT werden betaald. Het personeel, officieel getiteld 'aangestelden', kregen een opleiding over de werking van de centrale en over radioprocedures. De Hulpcentra 900 stonden in voor de alarmering van een ambulance voor ongeval of ziekte op een openbare plaats en voor poliopatiënten (zowel openbare als private plaatsen). Ambulances die in de werking van het 900-systeem waren ingeschakeld konden opdrachten wettelijk niet zomaar weigeren. Het noodnummer dat in 1956 voor poliopatiënten in voege kwam werd buiten werking gesteld. Ondanks dat dit niet de bedoeling was kwamen in het begin ook veel oproepen voor brand of politiehulp in de Hulpcentra 900 toe.

## Uitbouw netwerk van ambulances
Een eerste stap voor het uitbouwen van het ambulancenetwerk was het opnemen van alle polioambulances in het 900-systeem. Daarnaast stonden er nog een aantal ambulances in de opslagplaatsen van de Civiele Bescherming die bedoeld waren voor gebruik in oorlogstijd. Deze werden ook opgenomen in het 900-systeem.
Vanaf 1960 waren er ook ambtenaren van het Ministerie van Volksgezondheid bezig met, naast het invoeren van het noodnummer 900, systematisch alle bestaande ambulancediensten in kaart te brengen. Veel ambulancediensten bleken daarbij over verouderde voertuigen te beschikken, die soms niet meer voor hun taak geschikt waren. Daarnaast was er ook een gebrek aan uniformiteit bij de voertuigen. Het Ministerie maakte daarop budget vrij om verouderde ambulances te vervangen en zo voor een zekere mate van standaardisatie te zorgen. Het Ministerie wou de richting uitgaan van gestandaardiseerde ambulances die twee liggende patiënten konden vervoeren. Na een studie ging men eind 1960 voor de Volkswagen Transporter, onder andere omdat men deze kant-en-klaar kon invoeren uit Duitsland. De ambulances waren eigendom van het Ministerie maar werden in bruikleen afgestaan aan de verschillende diensten in het land.
In het voorjaar van 1961 werden de eerste vijftien ivoorkleurige ambulances bij invoerder D'Ieteren afgeleverd, waar ze enkel nog van het tweetalige 900-logo, een oranje knipperlicht op het dak, het opschrift 'Ministerie van Volksgezondheid en van het Gezin' en hun ministerienummer op de achterkant moesten worden voorzien. Dit ministerienummer was een uniek nummer waarmee men de ambulance kon identificeren, ook wanneer het naar een andere dienst zou overgeplaatst worden. Bij de tweede reeks die het Ministerie aankocht was het knipperlicht vervangen door een oranje zwaailicht en werd er een tweetonige hoorn en sterkere motor toegevoegd. In 1966 werden de verkeersregels aangepast en moesten prioritaire voertuigen vanaf dan geen oranje maar een blauw zwaailicht hebben om verwarring met privébedrijven te vermijden. In 1967 werden de laatste Volkswagen Transporterambulances geleverd. Het Belgische Ministerie van Volksgezondheid was een van de grootste afnemers van deze voertuigen buiten Duitsland.
De invoering van het nieuwe noodnummer en de ivoorkleurige ambulances was voor sommige bestaande diensten reden om hun ambulances te laten omspuiten en de nieuwe 900-logo's aan te brengen, teneinde een zekere mate van uniformiteit te waarborgen.

## Jaren 60

### Helikopter
Na een tijd stelde men vast dat er twee belangrijke factoren waren die de overlevingskansen van patiënten beïnvloedden; met name de snelheid van het ziekenvervoer en de kwaliteit van de eerste zorgen. Beiden waren niet gegarandeerd. Ambulances moesten soms van ver komen namelijk; en hoewel veel ambulanciers al ervaring hadden opgedaan bij de ambulancediensten van het Rode Kruis, de COO's en de brandweerkorpsen hadden de meesten geen echte opleiding gekregen waardoor ze slechts beperkte eerste hulp konden bieden. Het Ministerie van Volksgezondheid stelde ook niet meteen een leerplan op voor de ambulanciers. Men besloot toch dat de interventietijd korter moest en dat de medische behandeling al ter plekke gestart diende te worden. In 1961 begon men in samenwerking met het Belgische Rode Kruis daarom met een proef met een Alouette II-helikopter van Sabena. Omdat binnenin de helikopter geen plaats was voor een liggende patiënt werd aan de buitenzijde een overkapte draagberrie geïnstalleerd voor de patiënt, waardoor het medisch personeel tijdens de vlucht geen contact met de patiënt kon hebben. De proef werd uiteindelijk stopgezet.
In 1967 werd een proef begonnen waarbij een van de vijf Sikorsky S-58-helikopters van de luchtmachtbasis Koksijde werd ingezet. Deze helikopters waren normaalgezien bedoeld voor SAR-operaties ('search and rescue') op zee. De proef werd echter weer beëindigd zonder gevolg. In 1969 begon opnieuw een proef waarbij voor enkele weken een medisch uitgeruste Alouette III-helikopter in Frankrijk werd gehuurd. Deze proef ging van start in het Leuvense Sint-Rafaëlziekenhuis (tegenwoordig een campus van het Universitair Ziekenhuis Leuven) onder de naam 'Helihulp/Heli-Secours' met een chirurg en anesthesist als bemanning. Naast de helikopter stond ook een reanimatiewagen klaar om patiënten van de landingsplaats naar het ziekenhuis over te brengen. Deze 'Helihulp' was daarmee de eerste feitelijke MUG-helikopter in België. Tijdens de proef gingen er stemmen op om drie dergelijke helikopters te plaatsen bij de universitaire ziekenhuizen van Gent, Leuven en Luik. De financiering was echter een struikelblok: de uitbating van een dergelijke helikopterdienst voor een klein land als België bleek te duur en bijgevolg werd het project afgevoerd.

### Wet van 8 juli 1964
De wet van 8 juli 1964 betreffende de dringende geneeskundige hulpverlening was een verbetering van de wet uit 1958 (die de dringende hulpverlening aan de COO's toevertrouwde) die de wetgeving afstemde op het nieuwe 900-systeem. De nieuwe wet bevatte de volgende belangrijke definitie:

Deze wet beoogt de inrichting van een dringende geneeskundige hulpverlening ten behoeve van de personen die zich op de openbare weg of in een openbare plaats bevinden en wier gezondheidstoestand, ingevolge ongeval of ziekte, onmiddellijk verzorging vereist. Voor de toepassing van deze wet wordt door dringende geneeskundige hulpverlening verstaan: het eenvormig oproepstelsel, de eerste verzorging ter plaatse van de in het voorgaande lid bedoelde personen, hun vervoer naar het ziekenhuis en hun opneming in een verplegingsdienst.

Oorspronkelijk bepaalde deze wet ook dat de Dringende Geneeskundige Hulpverlening enkel tussenkwam op openbare plaatsen. Voor medische spoedgevallen thuis moest men zich volgens de wet tot een andere dienst richten. Pas veel later zou deze wetsbepaling veranderd worden.

### Radioverbindingen
Meestal vertrokken de ambulances vanuit hun standplaats met weinig informatie over de aard van de interventie, wat soms tot problemen leidde. Sommige brandweerkorpsen die een ambulance uitbaatten investeerden in hun eigen radionetwerk, maar van uniformiteit was geen sprake. Het Ministerie van Volksgezondheid werkte vanaf begin 1965 daarom aan een oplossing: alle ambulances moesten voorzien worden van analoge radiozender en -ontvanger ingesteld op de juiste frequenties. Het bedrijf Autophon kreeg het contract voor de installatie toegewezen. Een jaar later beschikten alle ambulancediensten over minstens één ambulance met radioverbinding. Dit dankzij goede samenwerking met het Ministerie van Binnenlandse Zaken en de RTT voor onder andere de nodige vergunningen, radiofrequenties en radioprocedure. Afhankelijk van het bevoegde Hulpcentrum 900 kreeg men één of meerdere radiofrequenties ter beschikking; daarnaast waren er nog twee nationale radiofrequenties die als reservekanalen dienden.

### Ambulances voor heropwekking
Door het toenemende binnenlandse toerisme door de introductie van de auto in het gezin en de ontoereikende weginfrastructuur steeg het aantal ernstige verkeersongevallen jaar na jaar. Het netwerk van ambulances was nog in groei en daarom kon nog niet overal een aanvaardbare interventietijd verzekerd worden. Het kwam ook vaak voor dat dezelfde ambulance meerdere slachtoffers van hetzelfde ongeval moest vervoeren. Soms moest dezelfde ambulance zelfs terugkeren van het ziekenhuis waar het een eerste 'lading' slachtoffers had binnengebracht om de overige slachtoffers op te pikken. Om deze situaties te verhelpen besloot het Ministerie van Volksgezondheid het budget voor de Dringende Geneeskundige Hulpverlening te verhogen en kreeg het Duitse bedrijf Miesen de opdracht grotere ambulances te maken die een sneller en kwalitatiever ziekenvervoer konden verzekeren.
In april 1965 werden de eerste vier nieuwe ambulances geleverd. Ze waren gebaseerd op de Mercedes-Benz L319, in dezelfde ivoorkleur geverfd als de Volkswagenambulances en droegen eveneens het Rode Kruissymbool. De sanitaire cel van de ambulance was verhoogd zodat al rechtstaand medische handelingen konden worden uitgevoerd en ze was uitgerust om tot vier liggende patiënten te vervoeren. Ze bevatte ook meer medisch materiaal. In mei 1965 werden de vier 'ambulances voor heropwekking', zoals deze eerste reanimatiewagens toen werden genoemd, overgedragen aan de brandweerkorpsen van Luik, Charleroi en Marche-en-Famenne en het Academisch Ziekenhuis van Gent (nu het UZ Gent). In 1966 werd een tweede reeks overgedragen aan onder meer de brandweerkorpsen van Brugge, Brussel en Leuven en het Antwerpse Stuivenbergziekenhuis. Voor deze 'ambulances voor heropwekking' was meer personeel nodig dan voor gewone ambulances. Zo moest het ziekenhuis waarmee werd samengewerkt een arts en/of verpleegkundige beschikbaar houden die door de ambulance werd opgepikt om dan verder te rijden naar de interventieplaats. Het Ministerie van Volksgezondheid stelde de voertuigen enkel ter beschikking als deze samenwerking gegarandeerd was.
In Brugge schonk de brandweer een oude ambulance aan het ziekenhuis om het medisch team ter plaatse te brengen. D'Ieteren steunde dit idee en schonk in 1969 een Volkswagen Kever aan Brugge om deze voorloper van de MUG op weg te helpen.

### Brand Innovation
Op 22 mei 1967 vond de grote brand in het grootwarenhuis Innovation in Brussel plaats, waarbij meer dan 300 mensen om het leven kwamen en 150 gewonden vielen. Mede door de gebrekkige brandveiligheidsvoorzieningen kon het vuur zo om zich heen grijpen. Ook de coördinatie en middelen van de hulpdiensten konden beter. Een half jaar na de ramp, op 8 november 1967, werd een nieuw koninklijk besluit (KB) uitgevaardigd dat de werking van de brandweerdiensten vastlegde. Dit KB verdeelde alle brandweerdiensten in categorieën afhankelijk van het gebied dat ze beschermden en de middelen en personeel waarover ze beschikten; en bepaalde verder het minimum aan personeel en materieel dat ze moesten hebben.
- Categorie X omvatte de grote brandweerdiensten uit bijvoorbeeld Antwerpen en Brussel die enkel uit beroepsbrandweerlieden bestonden. Deze moesten naast het vastgelegde brandweermaterieel ook minstens drie ambulances hebben.
- Categorie Y-diensten werkten meestal met zowel beroepslieden als vrijwilligers en moesten over minstens twee ambulances beschikken.
- Categorie Z-diensten moesten minstens één ambulance hebben.
- De kleinere diensten van categorie C waren niet verplicht een ambulance uit te baten.

Ondanks de gestelde verplichtingen vroeg het Ministerie van Volksgezondheid wel meestal vooraf of de brandweerdiensten in kwestie in staat waren de ambulance te bemannen.

### Verdere uitbouw netwerk van ambulances
Door de bijkomende behoefte aan nieuwe ambulances, en het feit dat een aantal oude Volkswagenambulances al aan vervanging toe waren, moest het Ministerie ook een bijkomende inspanning leveren. In 1968 gaf het de opdracht aan het Centraal Bureau voor Benodigdheden (CBB), tegenwoordig het Federaal Aankoopbureau, voor het plannen van een levering nieuwe ambulances. Na een studie ging men voor het intussen vernieudwe T2-model Volkswagen Transporter dat opnieuw door D'Ieteren werd geleverd in dezelfde ivoorkleur; met nog steeds het 900-logo en het Rode Kruissymbool erop aangebracht. Het hoogtepunt van deze nieuwe reeks ambulances was een plechtigheid op 25 november 1968 op de Grote Markt van Brussel waarbij vijftig nieuwe Volkswagenambulances en vier nieuwe reanimatiewagens van Mercedes werden overgedragen aan verschillende ambulancediensten door minister van Volksgezondheid Louis Namèche. Dit was de grootste dergelijke plechtigheid ooit in België.
Voor sommige grotere ambulancediensten betekende deze nieuwe vloot de vervanging van een ambulance of de uitbreiding van het medisch wagenpark, terwijl voor sommige kleinere diensten dit hun start was. Deze opstart verliep niet overal vlekkeloos; sommige gemeenten kampten met een gebrek aan ambulancepersoneel terwijl de burgemeester van Kuurne aanstoot nam aan het tweetalige 900-logo 'Centre de secours - 📞900 - Hulpcentrum'. Ook werden door het Ministerie van Volksgezondheid heel wat wissels doorgevoerd om zo snel mogelijk een degelijke ambulance te krijgen bij elke ambulancedienst. Tegen het einde van de jaren 60 waren 255 van de in totaal 492 ambulances die in het 900-systeem waren ingeschakeld door het Ministerie in bruikleen afgestaan (waarvan de meesten aan brandweerkorpsen) en waren er 189 ziekenhuizen erkend om in het kader van de Dringende Geneeskundige Hulpverlening patiënten op te nemen.
Door de nieuwe leveringen van ambulances werden de oudere ambulances van de merken Dodge en Renault buiten dienst gesteld. Sommige van deze wagens kregen echter nog een nieuw leven binnen bijvoorbeeld de brandweer. Het Ministerie van Volksgezondheid voorzag namelijk dat diensten hun afgeschreven ambulance in bruikleen zelf konden opkopen.

## Jaren 70

### Brussel
Tot 1973 hadden de verschillende korpsen in het Brusselse elk hun eigen ambulances waarmee ze het ziekenvervoer verzorgden. De wet van 26 juli 1971 betreffende de agglomeraties bepaalde echter dat alle bevoegdheden rond brandbestrijding naar de Agglomeratie Brussel zouden worden overgedragen. In 1973 ging zo de agglomeratiebrandweer van start. Al snel werd er een aparte schepen aangesteld voor de dringende medische hulp, waardoor men snel inspeelde op de vraag om vernieuwing in het wagenpark van de ambulancediensten. In 1974 werden zo acht nieuwe ambulances in gebruik genomen, in 1975 vier en in 1976 twee. In 1975 werd tevens gestart met de bouw van de nieuwe hoofdkazerne aan de Helihavenlaan, waar ook het vernieuwde Hulpcentrum 900 in zou ondergebracht worden. Vanaf augustus 1978 werd het bij de Brusselse brandweer standaard om naar elke brandoproep ook een ambulance te sturen. Eerder was dit al standaardpraktijk geworden in Kortrijk.

### Brugge
In Brugge was dr. Paul Lust als hoofd van de spoedgevallendienst van het Sint-Jansziekenhuis begaan met de kwaliteit van de dringende hulpverlening. In samenwerking met het Ministerie van Volksgezondheid organiseerde hij symposia over de Dringende Geneeskundige Hulpverlening. Ook bood hij opleidingen aan aan de Brugse ambulanciers waarbij ze meer bij het ziekenhuisgebeuren betrokken werden. Tevens werd het Instituut voor Medische Dringende Hulpverlening (IMDH) onder meer door zijn inspanningen opgericht, dat tegenwoordig nog steeds de werking van de MUG-helikopter in Brugge verzorgt. Ook was het dr. Lust die meewerkte aan de organisatie van de voorloper van de MUG in Brugge, waarbij een apart interventievoertuig het medisch team van het ziekenhuis ging ophalen om dan ter plaatse te komen.

### Geknelde slachtoffers
Tot begin de jaren 70 waren er geen gespecialiseerde materialen of procedures voor de bevrijding van geknelde ongevalsslachtoffers. Bij verkeersongevallen moesten de ambulanciers en de brandweer dus vaak improviseren. Om de hulp aan ongevalsslachtoffers te verbeteren stelde de Brugse brandweer eind 1971 een reddingswagen met signalisatiemateriaal en hydraulisch bevrijdingsmateriaal voor aan de overheid. Een jaar later volgden enkele andere brandweerdiensten het Brugse voorbeeld. Eind 1975 organiseerde het Ministerie van Binnenlandse Zaken een aankoopprogramma voor de centrumkorpsen (brandweerkorpsen van categorie X, Y of Z) waarbij ze een dergelijke 'snelle hulpwagen' konden bekomen. In 1976 en 1977 werd een reeks van 57 dergelijke 'snelle hulpwagens' die op een onderstel van Dodge waren gebouwd door Rosenbauer Belgium verspreid over het land. In 1978 werd een tweede reeks aangeboden die door Somati gebouwd was op een onderstel van een Chevrolet Van. Ondanks de inspanningen bleef het materiaal bij zware beknellingen ontoereikend. In de Verenigde Staten had het bedrijf Hurst ondertussen een hydraulische schaar ontwikkeld voor hulpverlening in de autosport. Sommige brandweerdiensten kochten met eigen middelen dergelijk materiaal aan. Zo beschikte de Brusselse brandweer in 1978 als eerste in België over gereedschap van Hurst.

### Helikopter
Tot in de jaren 70 was medische hulp via helikopter beperkt gebleven tot een verzameling proeven. In 1973 schafte de rijkswacht drie Puma SA330-helikopters aan die gestationeerd werden op de militaire basis in Brasschaat. De rijkswacht besliste ook dat deze helikopters sporadisch konden worden ingezet voor medisch transport, zoals tijdens de zomermaanden wanneer de autosnelwegen overbelast werden. Naar aanleiding van de Joelmabrand in São Paulo waarbij 179 mensen om het leven kwamen werd op 20 mei 1974 een grote oefening gehouden bij het Berlaymontgebouw in Brussel waarbij deze helikopters mensen vanaf het dak vervoerden. Na jaren politiek debat besloot minister van Binnenlandse Zaken Edouard Close echter om een helikopter in te schakelen in het 900-netwerk. Er kwam een KB dat de Helihulp/Heli-Secours omkaderde en er werd een Alouette III-helikopter aangeschaft die door de Civiele Bescherming zou uitgebaat worden. Halfjaarlijks wisselde deze helikopter van standplaats tussen Crisnée en Beernem om beide landsdelen gelijk te bedienen. Er waren echter nog wat problemen: de helikopter was officieel nog een proefproject en werd dus niet door het Ministerie van Volksgezondheid gefinancierd. Ook was bepaald dat de helikopter enkel bij grote incidenten kon worden ingezet, wat onduidelijkheid creëerde. Tevens liet de regelgeving rond de luchtvaart niet toe dat dergelijke types helikopters over dichtbevolkte gebieden vlogen.
Tijdens de eerste inzetperiode van juli tot oktober 1974 stond de helikopter in Beernem en telkens enkele uren per dag bij het Brugse Sint-Jansziekenhuis dat voor het medisch personeel zorgde. Ook werden demonstraties gegeven. Vanaf oktober stond de helikopter in Crisnée waar telkens een arts van de Leuvense of Luikse universitaire ziekenhuizen aanwezig was. Men ondervond dat de helikopter om praktische redenen best bij een ziekenhuis stond. Hoewel een proefperiode in Brussel in 1975 niet doorging kwam er toch een voorstel om de helikoptervloot uit te breiden. In april 1975 voerde de Civiele Bescherming een proef uit om te kijken of men met een reddingsnet onderaan de helikopter doeltreffend mensen kon evacueren van een gebouw. Tijdens de vlucht kwam het net echter los en de vijf inzittenden kwamen allen om het leven. Desondanks ging de Helihulp/Heli-Secours door, waarbij vooral met het Brugse Sint-Jansziekenhuis en het Naamse Hôpital Saint-Camille werd samengewerkt.

### Reanimatiewagens
In 1973 maakte het Ministerie van Volksgezondheid een inventarisatie op van de reanimatiewagens die tussen 1968 en 1973 verdeeld werden na een vraag die in de Kamer van volksvertegenwoordigers werd gesteld door André De Beul. Er waren toen een dertigtal reanimatiewagens toegewezen aan ziekenhuizen in het land, waarvan negen speciaal uitgeruste reanimatiewagens waren. Meestal stond de reanimatiewagen bij de brandweer die bij een oproep eerst het medisch personeel ophaalde in het ziekenhuis om dan naar de interventieplaats te rijden. Het was de aangestelde van het Hulpcentrum 900 die besliste of er een reanimatiewagen werd ingezet. Zeven van de reanimatiewagens waren zogenaamde MEVIZ-wagens (Mobiele Eenheid Voor Intensieve Zorgen); deze konden door een arts worden ingeschakeld om patiënten van het ene naar een meer gespecialiseerd ziekenhuis te laten overbrengen. Er waren toch nog een aantal tekortkomingen; zo stonden de speciaal uitgeruste reanimatiewagens vooral in de universitaire ziekenhuizen opgesteld omdat ze niet bij de regionale ziekenhuizen gestald konden worden. Ook was de beschikbaarheid van personeel en dan vooral van artsen soms nog problematisch.
In 1973 raakte de Franse acteur Jean Richard betrokken bij een ongeval in Frankrijk. Dat hij overleefde werd onder andere toegeschreven aan de inzet van een reanimatiewagen. Enkele welgestelde Belgen uit vooral Frankrijk besloten daarop tien reanimatiewagens aan België te schenken. Deze nieuwe reanimatiewagens, die gebouwd waren in Frankrijk op het onderstel van een Citroën HY78, werden in 1973 nog geleverd. Het was de bedoeling er één in elke provincie onder te brengen. Ze kwamen terecht in ziekenhuizen en bij brandweerkorpsen. Het Ministerie van Volksgezondheid liet ze toe in het 900-netwerk maar kwam niet tussen in de kosten ervan. Wegens gebrek aan geld werden enkele van de tien wagens nooit ingezet. De andere wagens werden vooral als reservevoertuig gebruikt.
In 1974 stelde het Ministerie een nieuwe reeks reanimatiewagens voor. Deze kwamen voornamelijk bij de grotere steden terecht indien gegarandeerd kon worden dat de patiënten minstens door een verpleegkundige (en bij voorkeur door een arts) konden begeleid worden. Zoals gezegd stonden de meesten bij brandweerkorpsen, maar twee stonden opgesteld in het Jan Palfijnziekenhuis en het Hôpital Vésale. In 1978 kwam opnieuw een reeks reanimatiewagens voor de grotere korpsen.

### Eerste Mobiele Urgentiegroepen
In de tussentijd begon ook duidelijk te worden dat het soms belangrijker was de patiënt ter plaatse te stabiliseren dan hem zo snel mogelijk naar een ziekenhuis te brengen. Het begon dus belangrijker te worden van een gespecialiseerde arts zo snel mogelijk bij de patiënt te krijgen dan de patiënt bij de arts in het ziekenhuis. Bij veel reanimatiewagens was het echter nog steeds zo geregeld dat de wagen bij de brandweer stond die dan het medisch personeel in het ziekenhuis ging ophalen. Hiermee gingen kostbare minuten verloren aan aanrijtijd. Enkel in Brugge beschikte men al over een Volkswagen Kever waarmee het medisch personeel apart werd opgehaald bij interventies, zoals eerder gezegd. In 1975 stelde het Ministerie van Volksgezondheid ook een Volkswagen Kever ter beschikking van het Brusselse Sint-Pietersziekenhuis zelf opdat een arts sneller ter plaatse zou kunnen zijn. Om praktische redenen werd deze echter weinig gebruikt; uiteindelijk werd de wagen overgedragen aan de Brusselse brandweer die er andere dringende medische opdrachten mee uitvoerde. In 1978 kocht het Ministerie drie 'snelle wagens' (Volkswagen Passats) aan die bij drie Brusselse ziekenhuizen geplaatst werden. Deze waren ook geen ambulances; ze hadden extra materieel aan boord en moesten door een bestuurder, verpleegkundige en arts bemand worden. Daarna kregen ook het Brugse Sint-Jansziekenhuis en het UZ Leuven een 'snelle wagen'. De wagens waren voorzien van dezelfde rode band als ambulances. Deze medische interventieteams werden wél door de overheid gefinancierd, in tegenstelling tot eerdere initiatieven. Dit waren de eerste feitelijke Mobiele Urgentiegroepen (MUG's), hoewel de term zelf toen nog niet bestond.
Eind 1978 startte het Stedelijk Ziekenhuis in Roeselare tevens zelfstandig met een gelijkaardig medisch interventieteam. Drie jaar later werd de officiële benaming 'Mobiele Urgentiegroep' voorgesteld voor dit team.

### Ambulances

#### Aanpassing uiterlijk
Vanaf juni 1973 voorzag men nieuwe ambulances niet meer van het Rode Kruissymbool. Het symbool is namelijk beschermd en mag enkel door het officiële Rode Kruis en medische eenheden van het leger gebruikt worden. In 1974 kwam er een nieuwe omzendbrief van het Ministerie van Binnenlandse Zaken dat nieuwe brandweervoertuigen uit het nationaal aankoopprogramma in de fluorescerende kleur RAL 3024 zouden worden gespoten. Tevens vroeg de omzendbrief aan alle brandweerdiensten om de bestaande brandweervoertuigen stelselmatig in deze kleur om te spuiten. Studies uit West-Duitsland hadden namelijk aangetoond dat de zichtbaarheid van voertuigen in deze kleur maximaal was. Het Ministerie van Volksgezondheid was ook geïnteresseerd in een betere zichtbaarheid, maar wou geen afbreuk doen aan de herkenbaarheid van de ambulances bij het brede publiek. Er werd besloten van een band aan te brengen op de zijflanken en achterkant van de ambulances van fluorescerende folie in de RAL 3024-kleur. Ook werd een band op het dak aangebracht zodat de ambulances ook vanuit de lucht herkenbaar zouden zijn. Vanaf 1975 kwamen de eerste ambulances met de fluorode band, aangevuld met het embleem van het Ministerie of dat van de brandweer. De meeste brandweerdiensten namen de nieuwe uitvoering over voor hun bestaande ambulances. De uitvoering was echter geen verplichting en veel private ambulancediensten behielden hun eigen uiterlijk. Pas in 1998 zouden de uiterlijke kenmerken verplicht worden.

#### Behoud materiaal
Het inhoudelijk concept voor de klassieke ambulances bleef wel ongewijzigd in de jaren 70. Er moesten in elke ambulance nog steeds twee brancards zijn om patiënten liggend te vervoeren en een uitklapbare stoel voor zittend vervoer. Een omzendbrief van de minister van Volksgezondheid in juli 1975 herinnerde aan het minimum aan materiaal dat in elke ambulance voorhanden moest zijn:
- Dekens.
- Minstens vijf liter drinkwater.
- Een verbandkist met onder andere ontsmettingsmiddel en verschillende verbanden.
- Een medicatiekist met onder andere ampullen met diverse geneesmiddelen en materiaal om te intuberen. Deze koffer mocht enkel door een arts gebruikt worden.
- Hulpmiddelen voor breuken waaronder allerlei spalken en een wervelplank.
- Hulpmiddelen om zuurstof toe te dienen en te beademen.
- Aspiratietoestel om de bovenste luchtwegen vrij te maken.
- Gereedschap waaronder een koevoet.

Deze vereisten golden voor alle ambulances in het 900-netwerk; zowel degene die door het Ministerie van Volksgezondheid ter beschikking werden gesteld als degene die eigendom waren van de ambulancediensten zelf.

#### Verbeteringen
Begin 1976 werden een aantal verbeteringspunten voorgesteld voor de klassieke ambulances van Volkswagen. Zo moesten de brancards bijvoorbeeld nog opgetild worden om ze in de ambulance te laden. Men voerde een aantal vernieuwingen in aan de opbouw van de ambulances van Volkswagen, zoals het gebruik van kunststofonderdelen. Tevens verkoos men de inrichting in België te laten uitvoeren om de werkgelegenheid te bevorderen. Invoerder D'Ieteren ging hiervoor samen werken met het bedrijf Van Muylder uit Willebroek. De ingevoerde bestelwagens gingen onmiddellijk naar het bedrijf waar ze tot ambulance verbouwd werden. Er kwamen onder andere nieuwe brancards met een openklappend onderstel (zodat ze zonder tilwerk in de ambulance konden worden geschoven) en een lichtbalk met elektronische sirene in plaats van het zwaailicht. De visie van het Ministerie van Volksgezondheid was nog steeds een ambulance die twee liggende en eventueel één zittende patiënt kon vervoeren. Tussen begin 1977 en 1980 werden meer dan 120 nieuwe dergelijke ambulances van Volkswagen geleverd. In 1979 kwam Volkswagen met een volledig nieuw Transportermodel. De eerste ambulances van dit nieuwe model kwamen in 1980.

### Ambulanciersopleiding
In de jaren 70 al was bepaald dat hulp binnen tien minuten ter plaatse moet kunnen zijn bij een noodsituatie. Deze eerste tien minuten zijn namelijk van levensbelang bij levensbedreigende spoedgevallen. In de jaren 50 en 60 was er echter niets geregeld rond de opleiding voor ambulanciers waardoor deze ter plekke niet konden ingrijpen. Het accent lag vooral op overbrenging naar een ziekenhuis. Toch bestonden er al overheidssubsidies voor ambulanciersopleidingen van minstens twintig lesuren. In 1974 kwam een aanbeveling van het Ministerie van Volksgezondheid dat ambulanciers een EHBO-opleiding zouden moeten gevolgd hebben. In 1978 werd de 900-badge geïntroduceerd; voortaan moesten alle ambulanciers over deze badge beschikken. Daarvoor moesten ze een opleiding van minstens twintig lesuren gevolgd hebben en een bewijs van goed gedrag en zeden kunnen voorleggen. De badge bleef vijf jaar geldig en kon telkens voor vijf jaar verlengd worden mits bijscholing. Hiermee werden voor het eerst vereisten gesteld aan de opleiding van het ambulancepersoneel; de klemtoon verschoof van zo snel mogelijk de patiënt afvoeren naar het ter plaatse toedienen van levensreddende zorgen. Deze nieuwe verplichting zorgde ook voor een breder aanbod aan opleidingen en handboeken. Wel had België inmiddels al een achterstand op andere West-Europese landen waar de verplichte opleiding veel langer duurde.

## Jaren 80
Tegen het begin van de jaren 80 was het noodnummer 900 zo welbekend dat ook de ambulancediensten zelf benoemd werden als 'de 900'. De Dringende Geneeskundige Hulpverlening draaide zoals het moest en de regelmatige vernieuwing van de ambulances verliep vlot.

### Geknelde slachtoffers
Begin jaren 80 steeg de verkoop van personenwagens enorm. Hoewel de veiligheidsvereisten al gestegen waren tegen die tijd lagen ze nog steeds niet zo hoog als tegenwoordig. De wegeninfrastructuur was eveneens niet voorzien op de nieuwe verkeerstoevloed. Het nieuwe fenomeen 'weekendongevallen' ontstond; ongevallen als gevolg van gevaarlijk rijgedrag (als dan niet onder invloed van alcohol of drugs) waarbij vooral jongeren betrokken waren. Bij zware ongevallen kregen de medische hulpdiensten sinds het vorige decennium al ondersteuning van de snelle hulpwagens van de brandweer. In 1985 stelde het Ministerie van Binnenlandse Zaken een nieuwe snelle hulpwagen voor met nieuw reddingsgereedschap. Deze was de eerste die naar huidige standaarden 'goed uitgerust' kon genoemd worden. Deze nieuwe wagens werden ruim verspreid over de brandweerkorpsen in het land.

### Hulpcentra 900
De apparatuur in de Hulpcentra 900, die in de jaren 60 geïnstalleerd werden, was stilaan verouderd. Bovendien wouden verschillende brandweerkorpsen het Hulpcentrum 900 combineren met de centrale voor brandweeroproepen. Begin jaren 80 kwamen er dan ook aanbestedingen om de oude apparatuur te vervangen door meldtafels; meubelstukken waar de apparatuur in geïntegreerd was. De mechanische componenten waren hierin vervangen door elektronische en daarbovenop konden de meldtafels ook pagers activeren. Ze werden ontworpen door de bedrijven Siemens en Nixdorf.

### Ambulances
Ambulanciers liepen al jaar en dag rond in een witte of grijze stofjas met een kepie. Met deze kledij waren ze niet goed zichtbaar in het donker. In 1966 deed de brandweer van Charleroi een proef waarbij ambulanciers een gele vest kregen om hun zichtbaarheid te vergroten. Toch ging er pas begin jaren 80 echt aandacht naar het uniform van de ambulanciers. Enkele bedrijven lanceerden witte jassen met reflecterende strepen en de 'star of life'. Het Ministerie van Volksgezondheid organiseerde vervolgens een aankoopprogramma voor de jassen. Toch bleef de oude kledij nog in omloop.
Verder moest het Ministerie van Volksgezondheid begin jaren 80 besparen door toedoen van een economische crisis wat ook impact had op de Dringende Geneeskundige Hulpverlening. Zo stapte men af van de ivoorkleur voor ambulances; voortaan werden deze in alpenwit geleverd wat per ambulance een besparing van 75 euro opleverde. Aan de sanitaire inrichting werd echter niet geraakt. Volkswagen plaatste in zijn Transportermodel in 1983 tevens een nieuw type watergekoelde motor. Midden 1984 werd een nieuwe reeks ambulances geleverd, nog steeds door het bedrijf Van Muylder ingericht. Daarbij werd de lichtbalk met elektronische sirene vervangen door zwaailichten en een tweetonige luchthoorn, wat ook weer goedkoper was. Wegens technische defecten werden al deze ambulances teruggeroepen om de zwaailichten te vervangen. Omdat de fluorode banden op de zij- en achterkanten van de ambulances na verloop van tijd bleken te verbleken, stapte men tijdelijk over naar klassiek rode banden.
Het concept van de ambulances was echter stilaan verouderd. De aanpak was al veranderd van 'zo snel mogelijk naar het ziekenhuis' naar 'patiënten ter plaatse stabiliseren' maar de ambulances waren nog steeds de kleine bestelwagens die onvoldoende ruimte boden voor medische handelingen. In tegenstelling tot andere landen was er in België weinig veranderd aan de ambulances sinds de jaren 60. In andere landen zoals Nederland en Duitsland koos men al voor ruimere bestelwagens als basis. Er werd werk gemaakt van grotere ambulances. De oude reanimatiewagens van Mercedes vond men ongeschikt wegens te log voor een stad. Het bedrijf Van Muylder nam een traditionele Volkswagenambulance en plaatste er een verhoogd polyester dak op in een proef. De binneninrichting bleef grotendeels dezelfde. Omdat bleek dat de hogere ambulances niet in de ambulancehal van sommige spoedgevallendiensten binnen konden werden de zwaailichten vooraan lager geplaatst; achteraan voorzag men knipperlichten. De nieuwe wagen werd goedgekeurd en een eerste reeks werd geleverd. Al snel kregen deze wagens de naam 'micro-rea' alhoewel het eigenlijk geen reanimatiewagens waren. De leveringen van traditionele ambulances ging ondertussen wel door.

### Medische teams
Begin jaren 80 kreeg de helikopter van de Helihulp een rode kleur. In 1984 dacht men na over het inzetten van een tweede helikopter, maar dat bleek financieel en politiek onhaalbaar. In 1986 besloot het Ministerie van Binnenlandse Zaken daarentegen de Helihulp stop te zetten en er geen budget meer aan toe te kennen. Op 15 oktober 1986 maakte de helikopter zijn laatste vlucht waarna hij definitief aan de grond bleef bij de Civiele Bescherming. Daarmee hield de Helihulp op te bestaan. In 1985 hadden enkele initiatiefnemers wel de vzw Heli-Samu opgericht die een MBB BBK 117 A-3-helikopter ter beschikking had. Deze stond gestald bij het Erasmusziekenhuis in Brussel. Eind 1987 weigerde het Ministerie van Volksgezondheid deze helikopter echter uit het 900-netwerk. In 1988 werd opnieuw gestart als 'New Heli Samu' met onder andere Sabena, ACS, Touring en VC Helikopters als sponsors. In 1990 werd de helikopter echter opnieuw uit de Dringende Geneeskundige Hulpverlening geweigerd.
In navolging van de eerste MUG's richtten begin jaren 80 andere ziekenhuizen medische hulpverleningsteams op. Zo startte het Academisch Ziekenhuis Gent (tegenwoordig het UZ Gent) in 1983 met een 'Medische Interventie Groep' (MIG). Deze maakte eerst gebruik van een oude ambulance die later vervangen werd door een Volvo 240DL. In het begin rukte men tot tweemaal per dag uit, maar na vijf jaar was dit al gestegen tot een tiental interventies per dag. Het MIG-team stond net als de reanimatiewagens bij het ziekenhuis opgesteld; beiden hadden dezelfde medische bemanning. In 1986 werd met de vijf Kortrijkse ziekenhuizen (de Kliniek Maria's Voorzienigheid, het Sint-Maartensziekenhuis, het Sint-Niklaasziekenhuis, de Heilig Hartkliniek en het Onze-Lieve-Vrouwehospitaal) beslist om een reanimatiewagen om te bouwen en een wachtrol te organiseren voor een MUG. Er werd geregeld dat noodoproepen voor de MUG werden doorverbonden met de spoedgevallendienst van wacht, waar een arts beoordeelde of de inzet van de MUG noodzakelijk was. De Heilig Hartkliniek haakte na een tijd af. Na een tijd bleek dat de logge reanimatiewagen van Mercedes niet meer volstond.

### Militair hospitaal
Op 13 april 1982 vond een ernstig incident plaats in de wasserij Euroblan in Schaarbeek waarbij een stoomketel explodeerde. Er waren een dertigtal mensen aanwezig die allen gewond raakten; een twintigtal liepen ernstige brandwonden op. De spoedgevallendiensten van de ziekenhuizen konden de grote toevloed van zwaar verbrande slachtoffers niet aan en er ontstond plaatsgebrek. Sommige patiënten kregen hierdoor zelfs de eerste zorgen toegediend in de gangen van de spoedgevallendienst. Door de uitzonderlijke situatie bood het Militair Hospitaal Koningin Astrid, dat normaalgezien enkel voor militairen bedoeld was, zijn hulp aan via het Brusselse Hulpcentrum 900. Het ziekenhuis was sinds 1980 namelijk in een nieuw gebouw in Neder-Over-Heembeek gehuisvest waar het over een brandwondencentrum beschikte. Uiteindelijk overleden 15 van de 30 slachtoffers, terwijl sommige overlevenden nog jarenlang zorgen nodig hadden. Na de doeltreffende samenwerking ging de Brusselse agglomeratiebrandweer sporadisch beroep doen op het Militair Hospitaal voor de opvang van brandwondenpatiënten. In september 1983 werden definitieve afspraken gemaakt om een medisch interventieteam te installeren bij het Militair Hospitaal, dat er beschikte over een Volkswagen Golf en een reanimatiewagen. Met uitzondering van brandwondenpatiënten bracht dit team patiënten nog steeds enkel naar een burgerlijk ziekenhuis.
Als gevolg van de explosie bij Euroblan besliste het Ministerie van Volksgezondheid tevens de strategische voorraad Flammazine (zilversulfadiazine; een brandwondenzalf) over te maken aan het Militair Hospitaal. Voortaan zou de beschikbaarheid ervan vanuit het Militair Hospitaal geregeld worden.

### Heizeldrama
Op 29 mei 1985 vond het Heizeldrama plaats. Bij de finalewedstrijd voor de Europacup I tussen Liverpool FC en Juventus FC bestormden Liverpoolsupporters een vak met Juventusfans waardoor daar paniek ontstond. Veel mensen werden door de massa tegen een zijmuur gedrukt, die door de druk instortte. Tientallen raakten verpletterd door de instorting of door de mensenmassa. Er vielen 29 dodelijke slachtoffers en meer dan 400 gewonden. Technische gebreken aan het stadion, slechte coördinatie tussen de politie en rijkswacht en operationele fouten lagen aan de oorzaak van hoe het drama kon gebeuren.
Sinds 1982 waren personeelsleden van het Rode Kruis en andere hulpdiensten bezig met een rampenplan uit te werken voor Brussel. Het eerste officiële rampenplan dateerde van 14 januari 1985, dat voor het Heizeldrama al 16 keer afgekondigd was. Daardoor waren bij het Heizeldrama zeer snel meer dan 65 ambulances en 250 hulpverleners ter plaatse. Toch verliep de hulpverlening niet optimaal; door laksheid hadden sommige ambulances bijvoorbeeld lege zuurstofflessen of lege batterijen voor de radiozender. Alle hulpdiensten communiceerden bovendien via hun eigen netwerk wat de communicatie en coördinatie bemoeilijkte. Naar aanleiding van het Heizeldrama werden rampenplannen nationaal ingevoerd en werd het Hoger Instituut voor de Noodplanning gesticht. Ook werd er gekeken hoe de communicatie tussen de verschillende hulpdiensten kon verbeterd worden, wat resulteerde in het A.S.T.R.I.D.-netwerk.

### Herald of Free Enterprise
Op 6 maart 1987 kapseizde de Herald of Free Enterprise, een Britse veerboot, even na zijn vertrek uit de haven van Zeebrugge. Omdat het schip vertraagd was werden de ballasttanks niet volledig geleegd, wou men de boegdeuren al varend sluiten en vertrok het schip aan een hogere snelheid dan gewoonlijk. Omdat het ondertussen stormde sloegen de golven de open laadruimte binnen, dewelke het schip uit balans brachten waardoor het kapseizde en vele slachtoffers in het ijskoude zeewater terechtkwamen. Enkele garnalenvissers die in de buurt werkten merkten de ramp snel op en verwittigden de hulpdiensten. De provinciegouverneur kondigde het rampenplan af, dat recentelijk nog maar opgesteld was. Dankzij een krachtdadig optreden van onder andere het leger, de Civiele Bescherming, de brandweer, de ambulancediensten en het Rode Kruis bleef het aantal doden beperkt tot 193 van de 600. Toch dook opnieuw één groot probleem op bij de reddingsactie en dat was de communicatie. De communicatienetwerken van de hulpdiensten waren namelijk al snel overbelast waardoor een aantal radioamateurs een speciaal ad-hocnoodnetwerk creëerden. Ook kon een van de amateurs overweg met de toen nieuwe computer; deze schreef ter plekke een programma om alle slachtoffers te registreren. Deze ramp was daarmee de eerste waarbij de slachtoffers door een computer geregistreerd werden. De ramp toonde opnieuw het nut aan van de rampenplannen.

### Regionaal
De organisatie van de Dringende Geneeskundige Hulpverlening kon sterk verschillen van plaats tot plaats. Vaak waren meerdere diensten (brandweer, ziekenhuizen, privébedrijven, ...) actief in het dringend ziekenvervoer. In Antwerpen stond sinds de Tweede Wereldoorlog in elke brandweerpost minstens één ambulance. Tijdens de jaren 70 en 80 werden de reanimatiewagens vooral aan de ziekenhuizen toevertrouwd. Ook het Jan Palfijnziekenhuis (beheerd door het OCMW; het vroegere COO) en de Sociale Inrichting der Werkgevers aan de Haven van Antwerpen (SIWHA) waren actief in de Dringende Geneeskundige Hulpverlening. SIWHA maakt deel uit van de Centrale der Werkgevers aan de Haven van Antwerpen (CEPA) en is specifiek op het Antwerpse havengebied gericht. Daarnaast waren er tal van privébedrijven die privaat ziekenvervoer combineerden met dringend ziekenvervoer voor het Hulpcentrum 900, zoals het Ambulance Centrum Wijnegem (Ambuce; tegenwoordig overgenomen door Falck) en Ambulite.
In Brussel was de vooral brandweer, maar ook het Rode Kruis en enkele ziekenhuizen actief in de medische hulpverlening. De regio rond Luik en Luxemburg is vooral landelijk met kleinere gemeentes, waardoor één dienst moeilijk kon instaan voor een heel gebied. Het Rode Kruis en een aantal privébedrijven waren er dan ook ingeschakeld in de Dringende Geneeskundige Hulpverlening. Ten zuiden van Brussel waren er eerst weinig ambulances actief, waardoor de gemeentepolitie van Terhulpen de opdracht voor enkele jaren op zich nam. Het Ministerie van Volksgezondheid hield echter niet van de combinatie met de politie en beëindigde dit initiatief. Daarom werd in 1969 de vzw Amicale des Corps de Sauvetage (A.C.S.) opgericht die het dringend ziekenvervoer op zich nam. A.C.S. was tevens een van de initiatiefnemers van de Heli-Samu. Naast dringend ziekenvervoer organiseerde A.C.S. ook medische preventiediensten, opleidingen en beschikte over speciale voertuigen voor redding in het Zoniënwoud. Tegenwoordig heet de vzw ACS Rescue System. Ten slotte beschikte de rijkswacht zelf ook over ambulances. Deze waren bedoeld om gewonden af te voeren bij manifestaties en grote politieacties. Deze ambulances werden bijna nooit ingezet voor een Hulpcentrum 900.
Al sedert een aantal jaren kreeg de Belgische Kust jaarlijks te maken met een groot aantal toeristen. Daardoor stelden medische diensten tijdens de zomermaanden hun personeelsbestand bij. In 1965 vroeg de Oostendse gemeenteraad tevens aan de bevoegde ministeries om een eigen Hulpcentrum 900 voor Oostende. Deze kwam er echter niet. Sinds de jaren 60 begon men ook bewaakte strandzones te creëren waar strandredders toezicht hielden. Toch verdronken nog steeds meer dan 140 mensen tijdens de jaren 70. Alle gemeentes organiseerden tot dan ook zelf de strandbewaking. Eind 1979 werd voorgesteld de bewaakte zones uit te breiden onder een overkoepelend orgaan. Dit leidde tot de oprichting van de Intercommunale Kustreddingsdienst West-Vlaanderen (IKWV), waar sinds 2000 alle kustgemeenten deel van uitmaken.

## 1987: '900' wordt '100'
Eind 1987 besliste de Regie voor Telefonie en Telegrafie (RTT) dat alle speciale driecijferige nummers die met een '9' begonnen, zouden vervangen worden door een nummer dat men een '1' begon om het telefoonnet aan te passen aan het Europese net. Jaren daarvoor werd namelijk al door de Europese Conferentie van de Administraties van Post en Telecommunicatie (CEPT) aangedrongen op internationale harmonisering van dergelijke nummers. Op 1 november 1987 werden zo de noodnummers 900 (medische hulp), 901 (rijkswacht) en 906 (gemeentepolitie) omgezet naar 100 en 101, waarbij de oproepcentra voor de rijkswacht en de gemeentepolitie tevens werden samengevoegd. Vanuit de hulpdiensten zelf werd de omschakeling minder geapprecieerd omdat het noodnummer 900 ondertussen een vaste waarde was geworden bij de Belgische bevolking en een algemene bekendheid genoot.